# 교향곡 7번 (드보르자크)

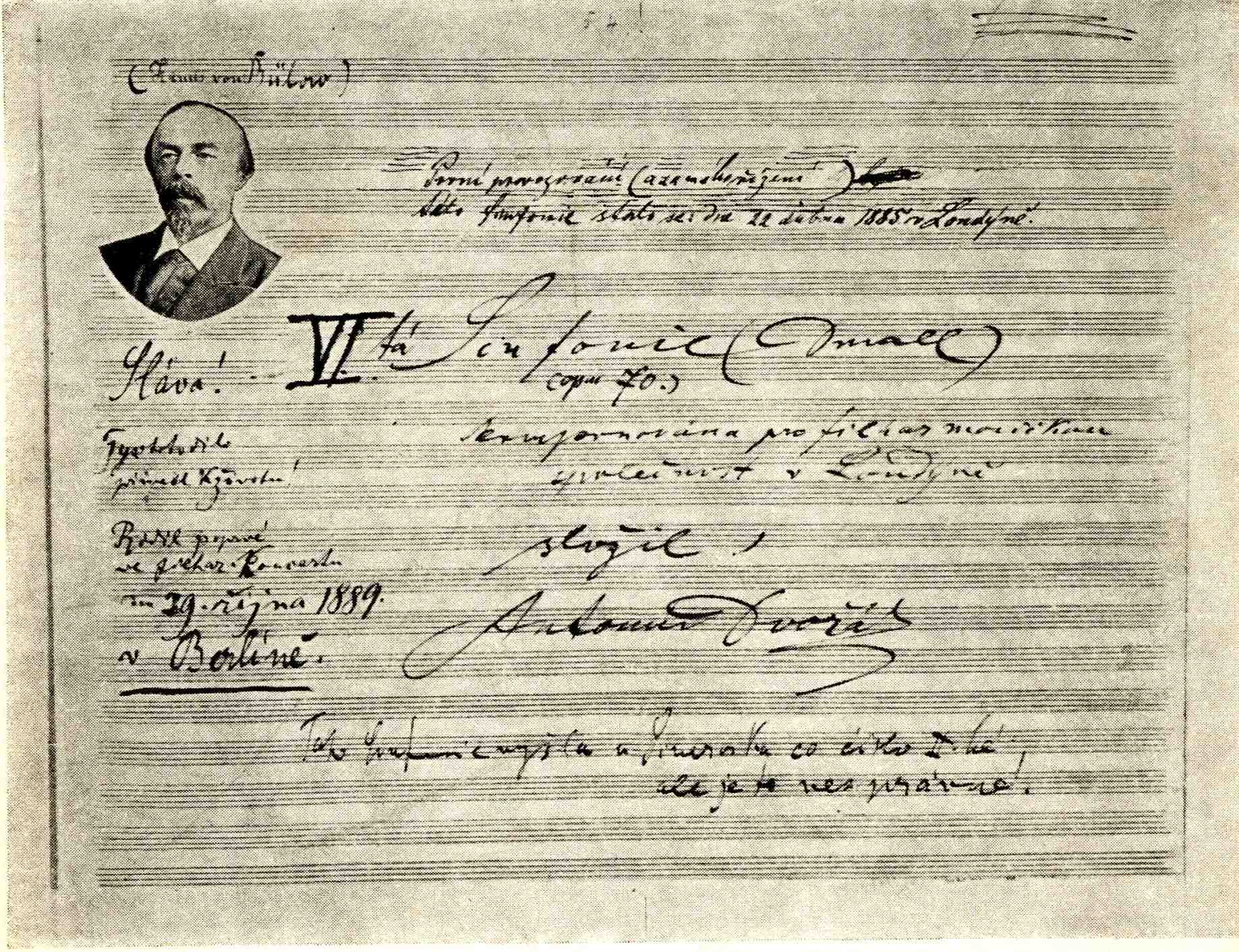
Hans von Bülow의 초상화가 있는 드보르자크 교향곡 7번 악보의 표제 페이지

안토닌 드보르자크 교향곡 7번 라단조 Op. 70, B. 141은 1885년 3월 17일에 완성되었고 1885년 4월 22일 런던의 세인트 제임스 홀에서 초연되었다. 원래 교향곡 2번으로 출판되었다. 비평가와 음악학자들로부터 높은 평가를 받고 있다. Tovey는 " 브람스 교향곡 4개, 슈베르트 9번과 함께 베토벤 이후 이 예술 형식에서 가장 위대하고 순수한 예 중 하나"라고 말했다.

## 구조
1. Allegro maestoso in D minor
2. Poco adagio in F major
3. Scherzo: Vivace — Poco meno mosso in D minor with Trio in G major
4. Finale: Allegro in D minor, ending on a Picardy third in D major

약 40분 길이의 이 작품은 2대의 플루트 (3악장의 2배 피콜로 2악장), 2대의 오보에, 2 대의 클라리넷 (A와 B ♭ ), 2 개의 바순, 4개의 호른 (D와 F의 ), 2개의 트럼펫 (C, D 및 F), 3개의 트롬본, 팀파니 및 현악기 구성이다.
<i id="mwIw">Scherzo capriccioso</i>, 3번 피아노 트리오, Hussite 서곡, Ballade in D단조를 포함한 이 시기의 다른 작품과 마찬가지로 이 교향곡은 평온한 민속 스타일을 대체하는 보다 극적이고 어둡고 공격적인 스타일로 작곡되었다.